# Fusitriton
Fusitriton là một chi ốc biển săn mồi cỡ lớn là động vật thân mềm chân bụng sống ở biển trong họ Ranellidae, họ ốc tù và.

## Các loài
Các loài thuộc chi Fusitroton bao gồm:
- Fusitriton brasiliensis Cossignani & Cossignani, 2003
- Fusitriton oregonensis
- Fusitriton retiolus